# Miles de Beauchamp
Miles de Beauchamp († zwischen 1142 und 1153) war ein anglonormannischer Adliger.

## Leben
Miles de Beauchamp entstammte der Familie Beauchamp, einer anglonormannischen Familie mit Besitzungen vor allem in Bedfordshire. Er war der älteste Sohn von Robert de Beauchamp, des zweiten Sohns von Hugh de Beauchamp, und wird erstmals um 1130 erwähnt. Als sein Onkel Simon de Beauchamp, der ältere Bruder seines Vaters, vor 1136 oder 1137 ohne männliche Nachkommen starb, erbte dessen Tochter Bedford Castle und die Honour of Bedford. Miles wurde zum Vormund seiner minderjährigen Nichte ernannt und erhielt die Verwaltung von Bedford Castle. Miles fühlte sich dennoch in der Erbfolge übergangen, und da seine Nichte mit Hugh Poer verheiratet wurde, befürchtete er wohl, dass ihm später die Verwaltung von Bedford Castle entzogen würde. Er versprach deshalb König Stephan, dessen Thronanspruch von der sogenannten Kaiserin Matilda bestritten wurde, seine Unterstützung, wofür ihn der König im Besitz der Burg lassen sollte. Der König duldete jedoch diese widerrechtliche Aneignung des Besitzes nicht. Er ließ um Weihnachten 1137 die Burg belagern, so dass Miles sich im Februar 1138 dem König unterwerfen und die Burg übergeben musste. Als es zwischen den Anhängern Stephans und den Anhängern Matildas zum Thronfolgekrieg, der sogenannten Anarchy kam, übergab Hugh Poer 1141 die Burg an Miles, der sie im Triumph besetzen ließ. Miles konnte die Burg jedoch nicht auf Dauer halten und musste sie wieder räumen. 1142 bezeugte er noch eine Urkunde von Matilda, danach ist sein weiteres Leben unbekannt. Vor 1153 hatte sein jüngerer Bruder Payn de Beauchamp sein Erbe übernommen.